# Giampaolo Lazzeri
Giampaolo Lazzeri (Pontedera, 31 juli 1962) is een Italiaans componist, muziekpedagoog, dirigent en hoornist.

## Levensloop
Lazzeri studeerde muziektheorie, compositie en hoorn aan het Istituto Musicale Pareggiato "Luigi Boccherini" in Lucca. Zijn diploma als uitvoerend hoornist behaalde hij aldaar bij Michelangelo Crott. Vervolgens studeerde hij orkestdirectie in diverse cursussen en zomerscholen aan de Accademia Musicale Chigiana bij Franco Ferrara. Verder studeerde hij ook in masterclasses bij Thomas Briccetti (orkestdirectie) en bij Corrado De Sessa (operadirectie). In 2003 studeerde hij af in operadirectie aan de Accademia Filarmonica di Bologna bij Giovanni Veneri en Pietro Veneri.
Als hoornist was hij lid van het Orchestra Giovanile Toscana, het Lirico Sinfonica del Teatro Comunale di Bologna en heeft samengewerkt met de Accademia Musicale di Siena. Hij maakt verder deel uit van de kamermuziekensembles Gruppo di musica contemporanea "Bruno Maderna", Gruppo cameristico "I 12 fiati Lucchesi", Quintetto "G.G. Cambini" en Ensemble Music Brass. Lazzeri werkte als solist in meer dan 500 concerten mee in verschillende Italiaanse steden en theaters.
Van 1980 tot 1985 was hij dirigent van de Filarmonica L.Mugnone di Navacchio. Vanaf 1984 is hij docent voor muziekopleiding aan de Scuola Media Statale "C. Banti" di Santa Croce sull'Arno. Van 1983 tot december 2005 was hij dirigent van de Filarmonica Bientinese in Bientina en was tegelijkertijd directeur van de muziekschool van deze banda. Van 1985 tot augustus 2000 leidde hij als directeur het Centro Culturale per l'Educazione Musicale Cav. "Renzo Granucci" di Segromigno in Monte in de buurt van Lucca en was tegelijkertijd dirigent van de Filarmonica "G.Puccini" di Segromigno in Monte. Vanaf 1 februari 2000 is hij dirigent van de Filarmonica "Gioacchino Rossini" di Firenze in Florence Sinds 1 december 2000 is hij eveneens dirigent van de Filarmonica "Gaetano Luporini" di San Gennaro (Lucca). Met de twee laatstgenoemde banda's (harmonieorkesten) nam hij deel aan het concours tijdens het Festival Bandistico Internazionale della Valle dell'Itria in 2000 en 2001. Lazzeri is ook dirigent van het Orchestra di Fiati della Provincia di Lucca.
In mei 1999 dirigeerde hij de nationale première van het oratorium Il Martirio di S. Valentino voor solisten, gemengd koor en orkest van Giacomo Puccini sr. (1712-1781). Op 14 september 2013 dirigeerde hij de uitvoering van La Divina Commedia in Concerto in de "Chiesa di San Francesco" in Lucca.
Naast bewerkingen van klassieke muziek voor banda (harmonieorkest) schreef hij ook eigen werk. Lazzeri is voorzitter van de Associazione Bande Musicali Italiane Autonome di Toscana en was een bepaalde tijd tweede voorzitter van de nationale federatie Associazione Bande Musicali Italiane Autonome (A.N.B.I.M.A.). In september 2005 leidde hij een mis in de Vaticaan basiliek onder aanwezigheid van 500 componisten en dirigenten ter gelegenheid van de viering van de 50ste verjaardag van de oprichting van A.N.B.I.M.A..

## Composities

### Werken voor harmonieorkest
- 1989 Canzonetta ufficiale del Carnevale di Bientina
- 2002 San Gennaro, processiemars
- 2003 Scralità, grote processiemars
- 2003 Sinfonia per una vita
- 2004 Ultimo addio, treurmars - won de 3e prijs gedurende de 2° concorso nazionale di marce fumebri di Mottola (Taranto)
- 2006 Liber mei cantus (Elegia)